# Municipio de Tactic
Municipio de Tactic är en kommun i Guatemala.   Den ligger i departementet Departamento de Alta Verapaz, i den centrala delen av landet, 80 km norr om huvudstaden Guatemala City.
Följande samhällen finns i Municipio de Tactic:
- Tactic